# پروومایسکویه (شهرستان استرلیتاماکسکی، باشقیرستان)
پروومایسکویه (انگلیسی: Pervomayskoye, Sterlitamaksky District, Republic of Bashkortostan) یک شهرک در شهرستان استرلیتاماکسکی استان باشقیرستان کشور روسیه است.